# Tommaso Tittoni
Tommaso Tittoni (16 tháng 11 năm 1855 – 7 tháng 2 năm 1931) là ha ngoại giao, chính trị gia và Hiệp sĩ Annunziata người Ý. Ông là Bộ trưởng Ngoại giao từ năm 1903 đến năm 1919, ngoại trừ năm tháng. Ông còn là Thủ tướng lâm thời trong 1 tháng vào tháng 3 năm 1905.